# 048
048 – szósty solowy album polskiego rapera, producenta oraz tekściarza AbradAba, wydany 23 listopada 2018 przez Mystic Production. Płytę jako pierwszy promował singel „Powietrze”. Obraz zyskał nominację do Fryderyka w kategorii „Album Roku Hip Hop”.

## Lista utworów
Opracowano na podstawie materiału źródłowego.
1. Pio
2. Powietrze
3. Tańcz
4. Czesze Cię
5. Horyzonty
6. Ciapa
7. Odpalam
8. Złe oko
9. Wir
10. Blask
11. Luz
12. Yee Boy (+ Joka)